# World Open (snooker)
World Open (do 2009 Grand Prix) – rankingowy turniej snookerowy, który bierze początek w 1982 roku. Przez wiele lat rozgrywany był wyłącznie na terenach Wielkiej Brytanii: początkowo w Anglii, a począwszy od sezonu 2006/2007 w Szkocji. W latach 2012–2014 roku turniej rozgrywano w Chinach w mieście Haikou, z kolei od 2015 do 2016 roku miejscem turnieju było Llandudno w Walii, a w latach 2017–2018 angielskie Preston. W 2019 roku turniej został rozegrany w Cheltenham w Anglii.

## Historia
Turniej ten po raz pierwszy został zorganizowany w 1982 roku jako Professional Players Tournament (Turniej Profesjonalnych Snookerzystów) przez WPBSA. Od samego początku rozgrywania tego turnieju był on zaliczany do turniejów rankingowych. Pierwszym zwycięzcą turnieju został Ray Reardon, który pokonał w finale Jimmy’ego White’a wynikiem 10-5, wygrywając £5 000.
W 1984 roku, firma Rothmans zaczęła sponsorować ten turniej. W związku z tym zmieniono nazwę turnieju na Rothmans Grand Prix i rozgrywki przeniesiono do Hexagon Theatre w Reading. Do 1993 roku turniej ten rozgrywany był w Reading, jednak kiedy turniej znalazł nowego sponsora i zmienił nazwę na Skoda Grand Prix, zmieniał też miejsca rozgrywek. Po 1993 roku rozgrywany był w Derby, Sunderland, Bournemouth, Preston, Telford. Także od 1993 roku finał rozgrywany jest do 9 wygranych frejmów.
Kiedy w 2001 roku bieżący sponsor został wchłonięty przez koncern LG Electronics, wtedy też zmieniona została nazwa rozgrywek na LG Cup. Po trzech sezonach jednak LG wycofało się ze sponsoringu i w 2004 roku powróciła nazwa Grand Prix. W latach 2006–2008 turniej ten sponsorowała firma Royal London Watches nie zmieniając jednak nazwy turnieju. Od 2006 roku także turniej ten jest rozgrywany na terenie Szkocji.
Turniej, którego nazwa wyklarowała się już jako Grand Prix, czyli od 2004 roku, miał być rozgrywany w jednej miejscowości przez przynajmniej dwa sezony, rozgrywany był kolejno w sezonach 2004/2005 i 2005/2006 w Guild Hall w Preston, w sezonach 2006/2007 i 2007/2008 w Aberdeen w Aberdeen Exhibition and Conference Centre, w sezonie 2008/2009 w Scottish Exhibition and Conference Centre w Glasgow, zaś w sezonie 2009/2010 w Kelvin Hall w Glasgow.
W swoim pierwotnym kształcie, w przeciwieństwie do innych turniejów, do turnieju Grand Prix automatycznie kwalifikowali się zawodnicy z najlepszej 32 rankingu grając w rundzie Last 64 (w pozostałych turniejach automatycznie kwalifikowało się tylko pierwszych 16 zawodników rankingu grając w rundzie Last 32). Od 2006 roku, kiedy wprowadzono inny format rozgrywek, do turnieju automatycznie kwalifikowało się 32 najlepszych zawodników z listy rankingowej i 16 zawodników wyłonionych z kwalifikacji.
W 2010 roku turniej został przemianowany na World Open. "World" nie było dla ozdoby - turniej ten w 2010 był otwarty na cały świat i mogli w nim udział wziąć nawet amatorzy (96 zawodowców + 32 amatorów). 32 amatorów wyłonionych zostało według klucza:
- 12 dzikich kart (dla zawodników z państw jak Tajlandia, Bahrajn i Niemcy, Belgia) 

- 10 miejsc (kwalifikacje w sieci klubów Rileys) 

- 10 miejsc (kwalifikacje w niezależnych klubach w Wielkiej Brytanii i Irlandii).
Ale tak było tylko jeden raz. W 2011 roku turniej nie odbył się i istniało nawet niebezpieczeństwo, że w ogóle wypadnie z kalendarza. W 2012 roku przeniesiono jednak turniej do Chin. Kontrakt na rozgrywanie zawodów w "Państwie środka" podpisano na 5 lat; nie został on jednak wypełniony, bowiem WPBSA postanowiła, że w roku 2015 turniej ten zostanie rozegrany w Walii, a jego nazwę zmieniono na World Grand Prix. W 2016 roku sponsorem turnieju została firma Ladbrokes.

## Format rozgrywek w latach 2006–2007
Na lata 2006 i 2007 rozgrywki przeniesiono do Aberdeen Exhibition and Conference Centre i wprowadzono nowy format ich rozgrywania – zawodnicy zostali rozstawieni w grupach. W rundzie kwalifikacyjnej turnieju brało udział 64 zawodników (miejsca 33.-96. światowej listy rankingowej) rozstawionych w 8 grupach po 8 osób. Z każdej grupy do kolejnej fazy turnieju przechodziło 2 najlepszych zawodników z grupy. W grupowej fazie zasadniczej, lecz jeszcze nie telewizyjnej, rozstawiano 16 zawodników z rundy kwalifikacyjnej oraz 32 najlepszych zawodników z rankingu światowego – rozgrywki odbywały się również w 8 grupach lecz już tylko po 6 snookerzystów. Z każdej grupy do dalszej części turnieju przechodziło 2 najlepszych zawodników. Faza finałowa (telewizyjna), w której brało udział 16 zawodników, odbywała się już na podstawie drabinki.
W rezultacie tej zmiany, rozgrywki przyniosły wiele niespodzianek. Mniej znani zawodnicy jak Ben Woollaston, Jamie Jones i Issara Kachaiwong zwyciężali w kwalifikacjach, przechodząc do grupowej fazy zasadniczej. Zdarzyło się również, że tacy zawodnicy jak Graeme Dott, Stephen Hendry i Shaun Murphy w grupowej fazie zasadniczej turnieju odpadali, nie pojawiając się w finałowej fazie telewizyjnej turnieju.
Od rozgrywania turnieju Grand Prix w tym nowym formacie odstąpiono już po dwóch sezonach – w 2008 roku. Jako oficjalny powód podano niską frekwencję widzów i nieopłacalność przeprowadzania grupowych rozgrywek.

## Transmisje w mediach
Aktualnie rozgrywki turnieju Grand Prix są transmitowane na żywo przez telewizje: BBC One, BBC Two a także korzystając z usługi BBC Red Button (rodzaj telewizji interaktywnej) oraz British Eurosport, British Eurosport 2. W Polsce turniej ten transmituje telewizja Eurosport i Eurosport 2.

## Zwycięzcy turnieju
| Rok                                      | Zwycięzca                       | Finalista                       | Wynik                           | Miejsce rozgrywek               | Sezon                           |
| Professional Players Tournament          | Professional Players Tournament | Professional Players Tournament | Professional Players Tournament | Professional Players Tournament | Professional Players Tournament |
| ---------------------------------------- | ------------------------------- | ------------------------------- | ------------------------------- | ------------------------------- | ------------------------------- |
| 1982                                     | Ray Reardon                     | Jimmy White                     | 10 – 5                          | Birmingham                      | 1982/83                         |
| 1983                                     | Tony Knowles                    | Joe Johnson                     | 9 – 8                           | Bristol                         | 1983/84                         |
| Rothmans Grand Prix                      |                                 |                                 |                                 |                                 |                                 |
| 1984                                     | Dennis Taylor                   | Cliff Thorburn                  | 10 – 2                          | Reading                         | 1984/85                         |
| 1985                                     | Steve Davis                     | Dennis Taylor                   | 10 – 9                          | Reading                         | 1985/86                         |
| 1986                                     | Jimmy White                     | Rex Williams                    | 10 – 6                          | Reading                         | 1986/87                         |
| 1987                                     | Stephen Hendry                  | Dennis Taylor                   | 10 – 7                          | Reading                         | 1987/88                         |
| 1988                                     | Steve Davis                     | Alex Higgins                    | 10 – 6                          | Reading                         | 1988/89                         |
| 1989                                     | Steve Davis                     | Dean Reynolds                   | 10 – 0                          | Reading                         | 1989/90                         |
| 1990                                     | Stephen Hendry                  | Nigel Bond                      | 10 – 5                          | Reading                         | 1990/91                         |
| 1991                                     | Stephen Hendry                  | Steve Davis                     | 10 – 6                          | Reading                         | 1991/92                         |
| 1992                                     | Jimmy White                     | Ken Doherty                     | 10 – 9                          | Reading                         | 1992/93                         |
| Skoda Grand Prix                         |                                 |                                 |                                 |                                 |                                 |
| 1993                                     | Peter Ebdon                     | Ken Doherty                     | 9 – 6                           | Reading                         | 1993/94                         |
| 1994                                     | John Higgins                    | Dave Harold                     | 9 – 6                           | Derby                           | 1994/95                         |
| 1995                                     | Stephen Hendry                  | John Higgins                    | 9 – 5                           | Sunderland                      | 1995/96                         |
| 1996                                     | Mark Williams                   | Euan Henderson                  | 9 – 5                           | Bournemouth                     | 1996/97                         |
| 1997                                     | Dominic Dale                    | John Higgins                    | 9 – 6                           | Bournemouth                     | 1997/98                         |
| 1998                                     | Stephen Lee                     | Marco Fu                        | 9 – 2                           | Preston                         | 1998/99                         |
| 1999                                     | John Higgins                    | Mark Williams                   | 9 – 8                           | Preston                         | 1999/00                         |
| 2000                                     | Mark Williams                   | Ronnie O’Sullivan               | 9 – 5                           | Telford                         | 2000/01                         |
| LG Cup                                   |                                 |                                 |                                 |                                 |                                 |
| 2001                                     | Stephen Lee                     | Peter Ebdon                     | 9 – 4                           | Preston                         | 2001/02                         |
| 2002                                     | Chris Small                     | Alan McManus                    | 9 – 5                           | Preston                         | 2002/03                         |
| 2003                                     | Mark Williams                   | John Higgins                    | 9 – 5                           | Preston                         | 2003/04                         |
| Grand Prix                               |                                 |                                 |                                 |                                 |                                 |
| 2004                                     | Ronnie O’Sullivan               | Ian McCulloch                   | 9 – 5                           | Preston                         | 2004/05                         |
| 2005                                     | John Higgins                    | Ronnie O’Sullivan               | 9 – 2                           | Preston                         | 2005/06                         |
| 2006                                     | Neil Robertson                  | Jamie Cope                      | 9 – 5                           | Aberdeen                        | 2006/07                         |
| 2007                                     | Marco Fu                        | Ronnie O’Sullivan               | 9 – 6                           | Aberdeen                        | 2007/08                         |
| 2008                                     | John Higgins                    | Ryan Day                        | 9 – 7                           | Glasgow                         | 2008/09                         |
| 2009                                     | Neil Robertson                  | Ding Junhui                     | 9 – 4                           | Glasgow                         | 2009/10                         |
| World Open                               |                                 |                                 |                                 |                                 |                                 |
| 2010                                     | Neil Robertson                  | Ronnie O’Sullivan               | 5 – 1                           | Glasgow                         | 2010/11                         |
| 2012                                     | Mark Allen                      | Stephen Lee                     | 10 – 1                          | Haikou                          | 2011/12                         |
| 2013                                     | Mark Allen                      | Matthew Stevens                 | 10 – 4                          | Haikou                          | 2012/13                         |
| 2014                                     | Shaun Murphy                    | Mark Selby                      | 10 – 6                          | Haikou                          | 2013/14                         |
| 888.com World Grand Prix (nierankingowy) |                                 |                                 |                                 |                                 |                                 |
| 2015                                     | Judd Trump                      | Ronnie O’Sullivan               | 10 – 7                          | Llandudno                       | 2014/15                         |
| Ladbrokes World Grand Prix (rankingowy)  |                                 |                                 |                                 |                                 |                                 |
| 2016                                     | Shaun Murphy                    | Stuart Bingham                  | 10 – 9                          | Llandudno                       | 2015/16                         |
| 2017                                     | Barry Hawkins                   | Ryan Day                        | 10 – 7                          | Preston                         | 2016/17                         |
| 2018                                     | Ronnie O’Sullivan               | Ding Junhui                     | 10 – 3                          | Preston                         | 2017/18                         |
| Coral World Grand Prix (rankingowy)      |                                 |                                 |                                 |                                 |                                 |
| 2019                                     | Judd Trump                      | Allister Carter                 | 10 – 6                          | Cheltenham                      | 2018/19                         |
| 2020                                     | Neil Robertson                  | Graeme Dott                     | 10 – 8                          | Cheltenham                      | 2019/20                         |
| matchroom. World Grand Prix (rankingowy) |                                 |                                 |                                 |                                 |                                 |
| 2020 (2)                                 | Judd Trump                      | Jack Lisowski                   | 10 – 7                          | Milton Keynes                   | 2020/21                         |
| Cazoo World Grand Prix (rankingowy)      |                                 |                                 |                                 |                                 |                                 |
| 2021                                     | Ronnie O’Sullivan               | Neil Robertson                  | 10 – 8                          | Coventry                        | 2021/22                         |
| Duelbits World Grand Prix (rankingowy)   |                                 |                                 |                                 |                                 |                                 |
| 2023                                     | Mark Allen                      | Judd Trump                      | 10 – 9                          | Cheltenham                      | 2022/23                         |
| Spreadex World Grand Prix                |                                 |                                 |                                 |                                 |                                 |
| 2024                                     | Ronnie O’Sullivan               | Judd Trump                      | 10 – 7                          | Leicester                       | 2023/24                         |